# Ulica Podgórze w Sanoku
Ulica Podgórze w Sanoku – ulica w dzielnicy Śródmieście miasta Sanoka.

## Historia
Nazwa ulicy pochodzi od jej przebiegu – przebiega pod górą (tj. położonym na wzniesieniu centrum miasta). Ulica stanowi drogę powiatową, jest położona na obszarze dzielnicy Śródmieście, stanowiąc nad Potokiem Płowieckim jej wschodnią granicę z dzielnicą Błonie. Bieg ulicy rozpoczyna się u zbiegu z ulicą Jagiellońską w kierunku północnym i kończy się u zbiegu z ulicą Królowej Bony.
W okresie zaboru austriackiego w ramach autonomii galicyjskiej ulica pierwotnie nazywała się Podgórze. Tym niemniej w artykule prasowym z 1904 zwrócono uwagę, że w tradycji miejscowych mieszczan nazwa ulicy powinna brzmieć „Podgórz”, a nie tak jak podkrakowskie Podgórze. Na początku XX wieku ulica zamieszkiwana przez urzędników i radnych miejskich (m.in. Adam Pytel - 12, sędziowie Bolesław Gawiński, Józef Jaworski, Mieczysław Kotkowski, Michał Guzik - 30). Przy ulicy zamieszkiwały rodziny: Vetulanich (Elżbieta Vetulaniowa, wdowa po zmarłym w 1906 Romanie, wraz z dziećmi; pod nr. konskr. 284), Filipczaków (m.in. Bronisław Filipczak), Jarów.
Na przełomie XIX/XX wieku ulica została uregulowana i połączona z traktem prowadzącym do Mrzygłodu. W tym czasie komendant placu w Sanoku mjr (ppłk) Franz Mazour obsadził lipami drogę pod placem św. Jana od mostku do drogi krajowej, jednak drzewa nie przetrwały dłuższego czasu. Przed 1906 staraniem Towarzystwa Upiększania Miasta Sanoka ulica została obsadzona 82 kasztanami. Ulica była zalewana przez powodzie, m.in. w kwietniu 1907 i w marcu 1908. Od 1913 ulica nosiła imię zamordowanego namiestnika Andrzeja Potockiego, który 9 marca 1908, tj. miesiąc przed swoją tragiczną śmiercią (12 kwietnia 1908), odwiedził Sanok podczas trwającej powodzi i udzielił pomocy mieszkańcom. 
Ulica pod jego patronatem istniała także w okresie II Rzeczypospolitej. Podczas II wojny światowej w okresie okupacji niemieckiej ulica funkcjonowała pod niemieckim adresem Potockistrasse. W 1948 z inicjatywy radnego Kazimierza Granata ulica Andrzeja Potockiego została przemianowana na ulicę Ludwika Waryńskiego i pod tą nazwą funkcjonowała w okresie PRL.
Rzymskokatoliccy mieszkańcy ulicy podlegają parafii Podwyższenia Krzyża Świętego i Matki Bożej Pocieszenia.

## Zabudowa ulicy
- Kamienica pod numerem 1. W 1931 figurował pod numerem 1 Marian Wójcik[5]. W 1938 był przypisany do niej Izrael Brenik[28]. Budynek został wpisany do gminnego rejestru zabytków miasta Sanoka, opublikowanego w 2015[29].
- Kamienica pod numerem 2. Wybudował ją inż. Henryk Stoy[30]. W 1931 figurował pod numerem 2 Hersch Trachtmann[5]. Do 1939 zamieszkiwał w niej kpt. dr Karol Bachman[31][32]. Podczas okupacji niemieckiej w budynku pod numerem 2 działały: w 1940 Zollgrenzschutz, Bezirkzollkommisariat[23][24], w 1941 Forstinspektion (Inspekcja Leśna), Marmeladenfabrik und Pulpstation[24][25].
- Budynek pod numerem 4. Przed 1939 funkcjonowała w nim hurtownia piwa żywieckiego; w 1931 pod tym adresem figurował Władysław Gołkowski[5], w placówce działał reprezentant tego browaru, Wojciech Dybczak[33][34][35]. Podczas okupacji niemieckiej w budynku urzędował Ludwik Steinmetz, przedstawiciel Brauerei Saybusch (Browar Żywiec)[23][24][25]. W 1945 w budynku pod numerem 4 była siedziba Powiatowego Związku Gminnych Spółdzielni „Samopomoc Chłopska”[36]. W 1946 koło Związku Bojowników o Wolność i Demokrację w Sanoku objęło we władanie przedstawicielstwo browaru przy ówczesnej ulicy Ludwika Waryńskiego[37]. od 26 lutego 1994 w budynku działał Klub Muzyczny „Rudera”[38][39].
- Kamienica pod numerem 5. Budynek byłej ochronki żydowskiej pod numerem 5 został wpisany do gminnego rejestru zabytków miasta Sanoka, opublikowanego w 2015[29].
- Budynek pod numerem 7. W 1931 pod ówczesnym numerem 5 działała elektrownia gminy miasta Sanoka[5]. Podczas okupacji niemieckiej pod numerem 5 działała elektrownia miejska (Städtische Elektrizitätswerke)[25]. Jest to była siedziba oddziału Polskiego Związku Motorowego. Budynek wpisany do gminnego rejestru zabytków miasta Sanoka, opublikowanego w 2015[29].
- Przy ulicy Podgórze swoją siedzibę miała w przeszłości Państwowa Straż Pożarna. W latach 70. XX wieku pod numerem 9 ul. Ludwika Waryńskiego funkcjonowała Miejska Komenda Straży Pożarnej[40].
- Nieruchomość pod numerem 8.
  - W przeszłości w tym miejscu istniał budynek wybudowany pod koniec XIX wieku, według projektu inż. Władysława Beksińskiego; stanowił siedzibę i budynek administracyjno-reprezentacyjny filii Arcyksiążęcego Browaru Żywiec; od 1945 do 1947 działała w nim fabryka lemoniady, pod koniec lat 40. Powiatowy Związki Gminnych Spółdzielni „Samopomoc Chłopska” (PZGS), później był w posiadaniu Browaru Leżajsk, funkcjonując jako punkt dystrybucji magazyn piwa, po czym przejęła go Powszechna Spółdzielnia Spożywców „Społem”, od której cały kompleks nabyło Przedsiębiorstwo Handlowo-Usługowe „WiR”, zaś w pierwszej połowie 1996 budynek został rozebrany i przestał istnieć, mimo że od listopada 1995 wszczęto postępowanie celem wpisania obiektu do wojewódzkiego rejestru zabytków; w tej sprawie w 1997 trwał proces karny w sprawie zniszczenia zabytku, a oskarżonym był właściciel ww. przedsiębiorstwa[41][42].
  - Pod adresem ul. Podgórze 8 działa Przedsiębiorstwo Handlowo-Usługowe „WiR”, której właścicielem jest Witold Raczkowski[43].
- Dom pod numerem 61. W 1972 obiekt pod ówczesnym adresem ul. Ludwika Waryńskiego 61, stanowiący drewniany dom (tzw. „chata sanocka”), został włączony do uaktualnionego wówczas spisu rejestru zabytków Sanoka[44]. Budynek pod numerem 61 ulicy Podgórze został wpisany do gminnego rejestru zabytków miasta Sanoka, opublikowanego w 2015[29].
- Dom pod numerem 12.
- Dom pod numerem 13.
- Dom pod numerem 15.
- Dom pod numerem 7. Budynek wpisany do gminnego rejestru zabytków miasta Sanoka, opublikowanego w 2015[29].
- Dom pod numerem 22.
- Dom pod numerem 23. Przy budynku kapliczka.
- Państwowa Szkoła Muzyczna I i II st. im. Wandy Kossakowej pod numerem 25.

W przeszłości domy mieszkalne znajdowały się także po zachodniej stronie ulicy, na prawym brzegu Potoku Płowieckiego (później na tym obszarze zostały wzniesione bloki mieszkalne). Jeden z domów, pierwotnie stojący przy ulicy, został przeniesiony do Muzeum Budownictwa Ludowego w Sanoku.
Od ulicy Podgórze odchodzą ku górze cztery ciągi schodów (wszystkie zostały odremontowane w 1977). Poczynając od początku biegu ulicy są to:
- Schody Balowskie.
- Schody Serpentyny.
- Schody Franciszkańskie.
- Schody Zamkowe.

Inne informacje:
- W przeszłości w obrębie ulicy istniał warsztat kotlarski zakładu, który pierwotnie założyli Mateusz Beksiński (1814–1886) i Walenty Lipiński (1813–1898), z którego później powstała fabryka Autosan.
- W domu umiejscowionym pomiędzy Schodami Serpentyny i Schodami Franciszkańskimi zamieszkiwała rodzina Kosinów (Jan i Paulina oraz ich dzieci Jan, Stanisław, Andrzej, Piotr, Helena)[49]. Dom pod adresem ul. Schody Franciszkańskie 1 został wpisany do gminnego rejestru zabytków miasta Sanoka, opublikowanego w 2015[29].
- W połowie lat 50. XX wieku przy ulicy został wybudowany barak, który do 1969 stanowił siedzibę biurową Budowlanego Przedsiębiorstwa Powiatowego w Sanoku[50].

Ponad skarpą przy ulicy Podgórze są umiejscowione kościół i klasztor Franciszkanów, plac św. Jana.